# Alice Hall
Alice Hall, pseudoniem van Alice Marie Laquiere (Brussel, 26 juni 1917 – Barberton (Ohio), 3 maart 1999) was een jazzaccordeonist. In 1949 bracht ze een single uit. 

## Jeugd
Hall groeide op in Detroit] nadat haar familie van België naar de Verenigde Staten was gemigreerd. Haar vader was een muzikant en leerde haar drums en accordeon spelen zodat zij hem op het podium kon vergezellen. Ze speelde een Europees type knopaccordeon (chromatisch) met een “finto-piano” keyboard zoals deze ook gebruikt werden door vaudeville-accordeonist Pietro Frosini en jazzaccordeonist Leon Stash.  
Toen ze 13 jaar was begon ze te werken bij een radiostation in Detroit. Om te zorgen dat ze een plek had om op te treden opende haar vader een bar, The Blue Star. Ze begon een band met haar zus Rachel. Tijdens de tweede wereldoorlog kwamen ze in het magazine Billboard als "2 Boys, 2 Girls, Sax, Piano, Accordeon, Drums".  

## Carrière
Benny Goodman vroeg haar om mee op tournee te gaan, maar de clubeigenaar waar ze op dat moment speelde wilde haar contract niet vrijgeven. Ze weigerde in te gaan op de vraag van Jack Teagarden om bij zijn orkest te komen spelen. Later zei ze hierover: “Als je in een big band speelt krijg je maar kans om 16 maten te spelen of zelf 8 maten, en dat is het. Dat is niks... Ik wilde bewijzen dat je iets kunt doen met dit instrument, behalve de gewone, 'Jolly Caballero'-muziek, weet je wel”.  
Hall heeft maar weinig opnames gemaakt. In 1997 zei ze hierover in een interview op National Public Radio (NPR) dat ze “het te druk had gehad met optreden”. 
In 1948 ondertekende ze een contract met Capitol Records maar door het verbod op opname van de Musicians Union werden opnames uitgesteld. Vervolgens kwam daar nog eens de staking van muzikanten van 1942 – 1944 bij. Ze heeft zelf één commerciële plaat uitgebracht (78 rpm disc) "Pennies from Heaven"/"Caravan" bij Capitol in 1949. Een Zweeds accordeon museum heeft hier een kopie van in zijn bezit. Hall heeft later ook nog wat demo’s gemaakt en zelf wat ruwe live-opnames uitgegeven. 

## Latere jaren
In 1970 stopte Hall met muziek. Ze liet zich opnemen in het ziekenhuis met een depressie en sprak bijna niet gedurende 10 jaar. In 1985 kwam ze terug boven water. De rest van haar leven bleef ze toegewijd aan haar instrument en steunde ze andere accordeonisten.  Ze publiceerde de nieuwsbrief Friends of the Accordion. Haar versie van “What is this thing called love?” werd opgenomen in de Planet Squeezebox compilation van 1995.
- International Standard Name Identifier: 0000 0003 7143 1572
- Library of Congress Control Number: no2012082451
- MusicBrainz: 1354adf6-bcfd-4ecb-84df-49ace7307c10
- Virtual International Authority File: 251084409
- WorldCat: E39PBJdrH33ygRQmw7Hc8gKPQq